# Jesper Jørgensen
Jesper Jørgensen (Varde, 9 mei 1984) is een Deens voormalig voetballer die meestal als centrale middenvelder speelde. Tijdens zijn carrière kwam hij uit voor het Deense Esbjerg fB en voor de Belgische clubs KAA Gent, Club Brugge en Zulte Waregem. In 2018 zette hij een punt achter zijn carrière.

## Carrière
Jesper Jørgensen leerde voetballen bij de jeugd van Janderup Billum Samarbejde. In juli 2002 verkaste de verdedigende middenvelder naar Varde IF, een club uit de lagere divisies van Denemarken. Na één seizoen maakte Jørgensen de overstap naar Esbjerg fB. In de beginjaren zocht Esbjerg de aansluiting met de top. De club was zowel in 2006 als in 2008 verliezend finalist in de Beker van Denemarken.
Maar dan zakte de club af. Sinds het seizoen 2010/11 vertoeft Esbjerg voornamelijk in de degradatiezone.

### KAA Gent
Op 11 december 2010 maakte KAA Gent bekend dat Jörgensen een contract van 2,5 seizoen zou tekenen. Hij maakte op 20 januari 2011 zijn debuut in de hoofdmacht van de Buffalo's tegen het Limburgse STVV. Hij bleef, op de uitwedstrijd tegen Germinal Beerschot na, basisspeler voor de rest van de reguliere competitie. Hij bleef ook in de relatief mislukte play-offs voor Gent een vaste waarde.
Jørgensen leed ook niet onder de trainerswissel tussen Francky Dury en Trond Sollied. Hij miste ook in het seizoen 2011/12 bijna geen enkele wedstrijd in Eerste Klasse. Ook wist hij zijn scorend vermogen tegenover zijn eerste half jaar bij de Gentse voetbalclub aanzienlijk te verbeteren door dat seizoen in 39 competitiewedstrijden dertienmaal te scoren en was daarmee een van de steunpilaren bij de Gentenaars.

### Club Brugge
Jørgensens prestaties leverde hem de interesse van verscheidene clubs op. Begin juni 2012 werd bekend dat hij een akkoord bereikt had met Club Brugge. Hij kreeg er een contract voor 3 seizoenen.

### Zulte Waregem
Jørgensen tekende een contract in 2014 voor 2 jaar bij Zulte Waregem. Daar had hij een lange tijd een vaste basisplaats.

### Esbjerg
In januari 2016 keerde hij terug naar zijn ex-club Esbjerg. Hij tekende er een contract tot juni 2018. In maart 2018 moest hij noodgedwongen een punt zetten achter zijn carrière omwille van problemen met zijn rechterknie.

## Jeugdinternational
Jørgensen was meermaals jeugdinternational voor Denemarken. Voor het eerste elftal werd hij nooit geselecteerd.

## Spelerscarrière
| seizoen | club          | land                | competitie            | wed. | goals |
| ------- | ------------- | ------------------- | --------------------- | ---- | ----- |
| 2003/04 | Esbjerg fB    | Vlag van Denemarken | Deense Eerste Divisie | 6    | 0     |
| 2004/05 | Esbjerg fB    | Vlag van Denemarken | Deense Eerste Divisie | 16   | 1     |
| 2005/06 | Esbjerg fB    | Vlag van Denemarken | Deense Eerste Divisie | 21   | 0     |
| 2006/07 | Esbjerg fB    | Vlag van Denemarken | Deense Eerste Divisie | 27   | 0     |
| 2007/08 | Esbjerg fB    | Vlag van Denemarken | Deense Eerste Divisie | 27   | 2     |
| 2008/09 | Esbjerg fB    | Vlag van Denemarken | Deense Eerste Divisie | 27   | 3     |
| 2009/10 | Esbjerg fB    | Vlag van Denemarken | Deense Eerste Divisie | 31   | 3     |
| 2010/11 | Esbjerg fB    | Vlag van Denemarken | Deense Eerste Divisie | 18   | 0     |
| 2010/11 | KAA Gent      | Vlag van België     | Jupiler Pro League    | 13   | 0     |
| 2011/12 | KAA Gent      | Vlag van België     | Jupiler Pro League    | 39   | 13    |
| 2012/13 | Club Brugge   | Vlag van België     | Jupiler Pro League    | 25   | 1     |
| 2013/14 | Club Brugge   | Vlag van België     | Jupiler Pro League    | 33   | 6     |
| 2014/15 | Club Brugge   | Vlag van België     | Jupiler Pro League    | 4    | 1     |
| 2014/15 | Zulte Waregem | Vlag van België     | Jupiler Pro League    | 28   | 1     |
| 2015/16 | Zulte Waregem | Vlag van België     | Jupiler Pro League    | 12   | 1     |
| 2015/16 | Esbjerg fB    | Vlag van Denemarken | Superligaen           | 13   | 0     |
| 2016/17 | Esbjerg fB    | Vlag van Denemarken | Superligaen           | 12   | 1     |
| Totaal  | Totaal        | Totaal              | Totaal                | 305  | 30    |